# L-Offizier
L-Offiziere oder auch Landesschutzoffiziere waren Zivilangestellte der Reichswehr. Sie rekrutierten sich aus langgedienten, aber aus dem aktiven Dienst ausgeschiedenen Offizieren der Alten Armee.

## Hintergrund
Aufgrund der Bestimmungen des Friedensvertrages von Versailles war die Stärke der Reichswehr auf 100.000 Mann begrenzt. Ebenso war es untersagt, Maßnahmen zu ergreifen, die geeignet waren, Mobilmachungsvorbereitungen einzuleiten.
Bereits in den frühen 1920er Jahren wurden jedoch von der Reichsregierung Mittel zur Verfügung gestellt, um die Organisation eines illegalen, milizähnlichen Grenzschutzes an den Ostgrenzen des Reichs zu fördern, der sich zu großen Teilen aus den Resten der kurz zuvor auf Druck der Siegermächte aufgelösten Einwohnerwehren und Selbstschutzformationen zusammensetzte. Diesen Grenzschutz begann die Heeresleitung unter Wilhelm Heye ab 1926 im Geheimen zu einer reichsweiten Landesschutzorganisation (L.O.) auszubauen, die aus dem Grenzschutz und einer Wehrersatz- und Mobilmachungsorganisation im Reichsinneren bestand und bis in die frühen 1930er Jahre das zentrale deutsche Geheimrüstungsunterfangen war. Die L.O. war der Heeres-Organisations-Abteilung des Truppenamtes (T 2) unterstellt und diente zur Vorbereitung einer Mobilmachung und einer geplanten Vergrößerung des Reichsheeres von sieben auf 21 Infanteriedivisionen.
Zu den Aufgaben der L-Offiziere gehörten neben den Arbeiten am Grenzschutz einschließlich der Ausbildung und der Betreuung sowie Überwachung geheim eingelagerter Waffen und Ausrüstungsstücke auch Maßnahmen wie die Erfassung der wehrfähigen Bevölkerung. Als Kreisoffiziere übernahmen sie Arbeitsgebiete der ehemaligen Landwehr-Inspektionen und Bezirkskommandos.
Mit der Wiedereinführung der Wehrpflicht im März 1935 gingen aus diesem System die Wehrersatzinspektionen und Wehrbezirkskommandos der Wehrmacht hervor; das Landesschutzoffizierkorps wurde zeitgleich in das Ergänzungsoffizierkorps umgewandelt.